# Llibre del Repartiment d'Oriola
El Llibre dels Repartiments dels terres entre vehins de la molt Noble i Leal i Insigne Ciutat d'Oriola és l'únic testimoniatge dels repartiments de terres d'Oriola i de la comarca valenciana del Baix Segura duts a terme després de la conquesta en l'any 1243.

## Descripció
El Llibre del Repartiment d'Oriola és un testimoni de la distribució que el rei Jaume I feu entre els seus vassalls de les terres acabades de conquerir a al-Àndalus en aquest terme. Proporciona informació valuosa sobre aspectes molt diversos, sobretot l'onomàstica i la toponímia, i ha servit de base a nombrosos estudis sobre la població medieval a Oriola i al Regne de València.
El volum, de 87 folis, fou escrit a principis del segle xiv, amb afegitons posteriors de diferents escrivans fins al segle xvii, en què s'afegí un índex onomàstic. El còdex que es conserva actualment no sembla ser l'original, ja que, entre altres coses, l'escrivà sembla dominar millor el català que no pas el castellà, per tant es va redactar ja sota domini de la Corona d'Aragó. Consta de sis particions, amb diversos afegitons, des del regnat d'Alfons el Savi fins al de Jaume II d'Aragó. Les cinc primeres particions estan escrites en castellà, a partir de trasllats, i la darrera ja en català, aquesta si original. Ornat amb caplletres vermelles, està protegit per una enquadernació en pell negra d'època moderna estampada amb ferros freds.

## Conservació
Aquest còdex, considerat des de l'època medieval com un dels símbols d'Oriola al costat del Gloriós Estendard de l'Oriol, el Llibre de Privilegis i l'escut, va ser robat en 1908, el 1921 va ser adquirit al llibreter Salvador Babra per la Diputació de Barcelona que el va depositar a la Biblioteca de Catalunya, on es conserva actualment (ms. 771). No és l'únic manuscrit procedent de l'arxiu d'Oriola que es conserva en altres institucions: el Llibre de Privilegis (Libre de tots los actes, letres, privilegis y altres qualsevol provisions del Consell d'Oriola) es troba a l'Arxiu Municipal de Múrcia, sota el títol curiós de Noticiario oriolense., i un altre llibre de privilegis de mitjan segle xvi, conegut com a Cartulari d'Oriola, es conserva a l'Archivo Histórico Nacional (Códices L. 1368).
El 23 d'abril del 2010 va ser cedit per a la celebració dels seus 700 anys fins al 25 de juliol del mateix any, dia de finalització de les Festes de la Reconquesta, i va ser exposat en el Museu Arqueològic Comarcal d'Oriola, dins de l'exposició "Oriola Foral". El retorn del Llibre dels Repartiments d'Oriola fou demanat en cinc ocasions sense resultat —en 1931, 1993, 1995, 2002 i 2018— a la Generalitat de Catalunya i la Diputació de Barcelona per part de l'Ajuntament d'Oriola al qual es va sumar la Generalitat Valenciana posteriorment, sense preveure cap compensació econòmica, per contra mai s'ha demanat el Llibre de Privilegis a l'Arxiu Municipal de Múrcia ni el Cartulari d'Oriola al Archivo Histórico Nacional de Madrid. L'Associació de Juristes Valencians però ha instat l'Ajuntament i la Generalitat que facen extensiva la reclamació de devolució del Llibre dels Repartiments també a estos dos llibres.
Més recentment, al maig de 2024, el president de la Generalitat Valenciana, Carlos Mazón, va anunciar que el Consell reclamarà la restitució a «la nostra pàtria valenciana, el nostre orgull i senyes d'identitat, amb el retorn del Llibre dels Repartiments que pertany a la ciutat d'Oriola». Al juny del mateix any la Biblioteca de Catalunya va respondre a una carta remesa per l'Associació de Juristes Valencians en la qual li demanava la devolució del llibre que el 2009 es va signar un acord amb l'Ajuntament d'Oriola amb el compromís de donar-los una còpia digital d'alta qualitat a canvi de que la institució mantinguera el document que va comprar el 1921 i que per tant és de la seua propietat. Per la seua part l'Ajuntament i l'Arxiu d'Oriola van manifestar no tindre constància del suposat conveni i no tindre cap còpia digital del llibre, qüestionant fins i tot la seua existència, tot i que a la Universitat d'Alacant existeix una còpia promoguda pel Centre d'Investigació del Baix Segura Alquibla amb seu a Oriola. Finalment la directora de l'entitat catalana, Eugènia Serra, va aclarir que no existia cap conveni, sinó només un acord verbal en el marc d'una reunió amb la regidora de Cultura oriolana.